# Sóspatak (Maros megye)
Sóspatak románul: Șăușa, falu Romániában, Erdélyben, Maros megyében.

## Fekvése
Marosvásárhelytől délnyugatra, a Marostól kissé északra, Székelyuraly, Csittszentiván és Vidrátszeg közt fekvő település.

## Története
Az 1960-as években két egymás mellett fekvő település: Kerelősóspatak és Székelysóspatak egyesítéséből jött létre Sóspatak néven.

### Kerelősóspatak
Kerelősóspatak nevét 1414-ben említette először oklevél p. Sospathak néven.
Későbbi névváltozatai: 1420-ban p. Volahsospatak, 1435-ben p. Sospathak, 1733-ban  Soos Patak, 1750-ben  Seusche, 1760–1762 között  Kerelő Sospatak, 1805-ben  Sos-patak, 1888-ban Kerellő-Sóspatak (Siausia), 1913-ban Kerelősóspatak.
1473-ban Sospathak Nádasdi Ungor János birtoka volt. Egy 1482 VI.27-én kelt oklevél szerint Mátyás király parancsára Báthori Istvánt, adomány címén iktatták be Sospathak birtokába. 1502-ben Sospathak Nádasdi Ungor János fiainak: Jánosnak és Miklósnak a birtoka. 1510-ben Bánffy Ferencné Dobokai Katalin  Sospathak-i részét zálogba adta Csesztvei Barlabási Jánosnak. 
1511-ben a Bethlenieké, ekkor Hossu Péter nevű kenézét is említették.
1519-ben p. Sospathak  Héderfáji, Bolgár, Apafi, Sospathaki Erdélyi, Erdőszentgyörgyi Meggyes, Bátori, Futaki Nagy, Barcsai, Toroszkai, Nagy Ungor, Farnasi ~ Farnasi Veres, Vizaknai, Geréb, Kemény családok birtoka volt .
Kerelősóspatak a trianoni békeszerződés előtt Torda-Aranyos vármegye Marosludasi járásához tartozott.
1910-ben 388 lakosából 32 magyar, 354 román volt. Ebből 327 görögkatolikus, 17 református, 29 görög keleti ortodox volt.

### Székelysóspatak
Székelysóspatak, Sóspatak  nevét 1511-ben említette először oklevél v. desolata  Sospathak néven.
Nevének későbbi változatai: 1580-ban  Sospatak (To), 1602-ben Sospatak Puzta, Sospatak Deserta, 1733-ban  Szeutsa, 1805-ben  Sos Patak, 1808-ban Sóspatak, 1861-ben Sóspatak, Sousa, (egy része Marosszékhez tartozott To), 1888-ban Soussa, Székely-Sóspatak
Székelysóspatak a trianoni békeszerződés előtt Maros-Torda vármegye Marosi alsó járásához tartozott.
1910-ben 171 lakosából 163 román volt. Ebből 170 görögkatolikus volt.